# Pidgin italiano de Somalia
El Pidgin italiano de Somalia (llamado también "Italian pidgin somalí") es un lenguaje autóctono de la Somalia italiana. Es el resultado de la mezcla del italiano con el somalo y fue usado principalmente en la primera mitad del siglo XX.

## Características
El pidgin hablado en la Somalia italiana fue importante en la capital Mogadiscio y en algunas ciudades menores (como en Merca y en Villabruzzi), especialmente en los años treinta y cuarenta del siglo XX. 
Casi todos los habitantes nativos de Mogadiscio entendían el idioma italiano en 1941, mientras que la mitad de ellos podía hablar en italiano utilizando el "italiano pidgin somalí".
Durante el período de administración fiduciaria de las Naciones Unidas desde 1949 hasta 1960, el italiano junto con el somalí se usaron a nivel oficial internamente, mientras que el principal idioma de trabajo de la ONU, el inglés, fue el idioma utilizado durante la correspondencia diplomática, internacional y ocasionalmente económica. Después de la independencia de 1960, el italiano siguió siendo oficial durante otros nueve años. Posteriormente, el italiano fue declarado idioma oficial nuevamente por el Gobierno Federal de Transición junto con el inglés en 2004. Pero, en 2012, fue eliminado de la Constitución Provisional del Gobierno Federal de Somalia, dejando al somalí y al árabe como los únicos idiomas oficiales.
El italiano es un legado del período colonial italiano de Somalia cuando formaba parte del Imperio italiano. El italiano -por supuesto- era la lengua materna de los colonos italianos de Somalia.
El sistema escolar somalí en la era colonial antes de la Segunda Guerra Mundial estaba en idioma italiano y se limitaba principalmente a las escuelas primarias y algunas escuelas secundarias (como la "Scuola Regina Elena".
Pero en la capital Mogadiscio de la "Somalia Italiana" había una escuela secundaria importante: El "Lyceum De Bono" de Mogadiscio. En este Liceo se creó a principios de la década de 1950 el "Instituto Nacional de Estudios Jurídicos, Económicos y Sociales", como una escuela postsecundaria en idioma italiano para estudios preuniversitarios para acceder a las universidades italianas.
Aunque fue el idioma principal desde el dominio colonial, el italiano siguió usándose entre la élite gobernante del país incluso después de la independencia de 1960, cuando siguió siendo el idioma oficial. Se estima que más de 200.000 somalíes nativos (casi el 20% de la población total de la antigua Somalia italiana) hablaban italiano con fluidez y/o italiano pidgin somalí cuando se declaró la independencia en 1960.
Después de un golpe militar en 1969, todas las entidades extranjeras fueron nacionalizadas por Siad Barre (que hablaba italiano con fluidez), incluida la universidad principal de Mogadiscio, que pasó a llamarse 'Jaamacadda Ummadda Soomaliyeed' (Universidad Nacional Somalí). Esto marcó el declive inicial del uso del italiano en Somalia.
Sin embargo, el italiano todavía es ampliamente hablado por los ancianos, los educados y los funcionarios gubernamentales de Somalia. Aproximadamente 5000 Somalies conocían y/o usaban el Pidgin italiano de Somalia en el 2020. 
Antes de la guerra civil somalí, Mogadiscio todavía tenía una escuela de idioma italiano, pero luego fue destruida durante el conflicto.

## BibliografÍa
- Mauro Tosco. "A case of weak Romancisation: Italian in East Africa ()